# Handia (pel·lícula)
Handia és una pel·lícula dramàtica espanyola de 2017 rodada en basc i dirigida per Aitor Arregi i Jon Garaño. La pel·lícula està basada en la història real de Miguel Joaquín Eleizegui Arteaga, un home del segle xix que tenia gigantisme i era conegut com el Gegant d'Altzo. La pel·lícula es va estrenar en el Festival Internacional de Cinema de Sant Sebastià, en què va ser guardonada amb el Premi Especial del Jurat. La pel·lícula també va ser projectada durant el Festival de Cinema de Londres de 2017. S'ha subtitulat al català.

## Argument
Després de finalitzar la Primera Guerra Carlina, el Martín retorna a la granja familiar, on descobreix amb sorpresa que el seu germà petit Joaquín és molt més alt del que hauria de ser per a la seva edat. Martín es convenç que la gent estaria interessada a conèixer "l'home més alt del món", per la qual cosa viatgen per Europa, on aconsegueixen que la riquesa i la fama canviï la seva família per sempre.

## Repartiment
- Joseba Usabiaga com a Martín
- Eneko Sagardoy com a Joaquín
- Iñigo Aranburu com a Arzadun
- Ramón Agirre com a Antonio
- Aia Kruse com a Maróa

## Premis
El 13 de desembre de 2017 es van conèixer els nominats a la 32.ª edició dels Premis Goya, en la qual Handia va resultar ser la cinta més nominada amb 13 nominacions. La gala es va celebrar el 3 de febrer de 2018, i va ser guardonada amb 10 Goyes, tot i que no a la millor pel·lícula, que va anar a La llibreria (The Bookshop), d'Isabel Coixet.

### 32a edició dels Premis Goya
| Categoria                        | Nominats                                      | Resultat   |
| -------------------------------- | --------------------------------------------- | ---------- |
| Millor pel·lícula                | Millor pel·lícula                             | Nominada   |
| Millor director                  | Aitor Arregi i Jon Garaño                     | Nominats   |
| Millor actor revelació           | Eneko Sagardoy                                | Guanyador  |
| Millor guió original             | Jon Garaño, José María Goenaga i Aitor Arregi | Guanyadors |
| Millor direcció de producció     | Ander Sistiaga                                | Guanyador  |
| Millor muntatge                  | Laurent Dufreche i Raúl López                 | Guanyadors |
| Millor música original           | Pascal Gaigne                                 | Guanyador  |
| Millor fotografia                | Javier Aguirre Erauso                         | Guanyador  |
| Millor direcció artística        | Mikel Serrano                                 | Guanyador  |
| Millor disseny de vestuari       | Saioa Lara                                    | Guanyadora |
| Millor maquillatge i perruqueria | Ainhoa Eskisabel, Olga Cruz i Gorka Aguirre   | Guanyadors |
| Millor so                        | Iñaki Díez i Xanti Salvador                   | Nominats   |
| Millors efectes especials        | Jon Serrano i David Heras                     | Guanyadors |